# Ptilodon signata
Ptilodon signata är en fjärilsart som beskrevs av Felix Bryk 1948. Ptilodon signata ingår i släktet Ptilodon och familjen tandspinnare. Inga underarter finns listade.